# Mistrovství Evropy v judu 1975
Mistrovství Evropy mužů se konalo v Lyonu, Francie 8.-10. května 1975 a Mistrovství Evropy žen se konalo v Mnichově, Západní Německo 12.-13. prosince 1975.

## Výsledky
Muži
| Kategorie | Zlato                      | Stříbro                        | Bronz                   | Bronz                       |
| --------- | -------------------------- | ------------------------------ | ----------------------- | --------------------------- |
| -63 kg    | Torsten Reißmann (GDR)     | Šengeli Picchelauri (URS)GEO   | Edward Alkśnin (POL)    | Yves Delvingt (FRA)         |
| -70 kg    | Vladimir Něvzorov (URS)RUS | Valerij Dvojnikov (URS)UKR     | Dietmar Hötger (GDR)    | Günter Krüger (GDR)         |
| -80 kg    | Antoni Reiter (POL)        | Abdulgadži Barkalajev (URS)GEO | Adam Adamczyk (POL)     | Alexej Volosov (URS)RUS     |
| -93 kg    | Dietmar Lorenz (GDR)       | Jean-Luc Rougé (FRA)           | David Starbrook (GBR)   | Amiran Muzaevi (URS)GEO     |
| +93 kg    | Džibilo Nižaradze (URS)GEO | Sergej Novikov (URS)UKR        | Vladimír Novák (TCH)CZE | Wolfgang Zuckschwerdt (GDR) |

Ženy
| Kategorie | Zlato                      | Stříbro                    | Bronz                       | Bronz                     |
| --------- | -------------------------- | -------------------------- | --------------------------- | ------------------------- |
| -48 kg    | Edith Hrovatová (AUT)      | Teresa Camposová (ESP)     | Ann Löfová (SWE)            | Sylvie Lecocqová (FRA)    |
| -52 kg    | Christiane Herzogová (FRA) | Mileva Vasićová (YUG)SRB   | Hennie Mattemanová (NED)    | Gerda Winklbauerová (AUT) |
| -56 kg    | Sigrid Happová (FRG)       | Franka Luzziová (ITA)      | Maggy Calluová (BEL)        | Jutta Reifgraberová (AUT) |
| -61 kg    | Martine Rottierová (FRA)   | Marie-France Milová (BEL)  | Yvonne Vringerová (NED)     | Kathy Nicolová (GBR)      |
| -66 kg    | Paulette Fouilletová (FRA) | Jocelyne Triadouová (FRA)  | Cornelia Weissová (FRG)     | Laura Di Tomaová (ITA)    |
| -72 kg    | Catherine Pierreová (FRA)  | Rebecca Küttnerová (FRG)   | Ellen Cobbová (GBR)         | Geraldine Harmonová (GBR) |
| +72 kg    | Christine Childová (GBR)   | Margherita De Calová (ITA) | Christiane Kieburgová (FRG) | Margaret McKennaová (GBR) |